# Cantone di Sucre
Il Cantone di Sucre è un cantone dell'Ecuador che si trova nella Provincia di Manabí.
Il capoluogo del cantone è Bahía de Caráquez.